# Комасація
Комаса́ція — один із засобів землевпорядкування, яке проводить, як правило, держава з метою ліквідації розпорошення земельних ділянок, що належать одному власникові, і створення більших і краще придатних для використання. У 1920—1930-х роках комасація — складова аграрної реформи, що проводилася урядом Польщі згідно з законом від 1925 року. Одне з положень закону — обов'язок поміщиків, які володіли землею в розмірі понад 60 га в районах великих міст і 160 га в інших місцевостях, продавати — при посередництві держави — селянам і осадникам ділянки землі по 15 га в самій Польщі і по 26 га в Західній Україні та Західній Білорусі. Таку землю в основному могло придбати заможне населення.

## Комасація у Волинському воєводстві (1921–1939 рр.)
Основні комасаційні роботи на українських теренах здійснено владою Польської держави у 1921–1939 роках, хоча такі заходи на Волині розпочато ще до Першої світової війни адміністрацією царської Росії. Комасація на території Волинського воєводства мала свої регіональні особливості, що обумовлювалися необхідністю зменшення великих землеволодінь шляхом парцеляції, ліквідації сервітутів та анклавів, а також проведення вкрай невідкладних меліоративних робіт.
У 20-30 роках XX століття на території Волині офіційна влада і селяни прагнули вдало провести комасацію. Сьогодні в Україні, як підказує історичний досвід Волині у складі міжвоєнної Польської держави, необхідно в ході надання селянам землі у приватну власність уникнути роздрібненості. У нинішній системі землекористування зустрічаються факти, коли селяни одержують землю в декількох місцях, внаслідок чого господарювання є недостатньо ефективним. Не виключена можливість, що у перспективі селяни-фермери захочуть виокремитися на хутори, як це було у 1921–1939 роках у Волинському воєводстві. Подібність процесів, що проходили на українських теренах в умовах міжвоєнної Польщі і в Українській державі сьогодні надає дослідженню комасації у Волинському воєводстві 20-30 років XX століття особливої актуальності.
Нижньою хронологічною межею є 1921 рік, коли Західна Волинь за Ризьким мирним договором стала складовою Другої Речі Посполитої. Верхня межа дослідження обумовлена початком Другої світової війни, коли регіон відійшов до радянської України. Саме у ці роки офіційна влада Польщі проводила специфічну аграрну реформу в цьому регіоні, враховуючи і національний фактор. Хоча комасаційні роботи уряди санації проводили більш енергійно і наполегливо, ніж це було до травневого перевороту 1926 року, комасація почала законодавчо унормовуватися ще на початку 20-х років XX століття. Враховуючи, що комасаційні роботи на території Волині здійснювалися в роки столипінської аграрної реформи владою царської Росії, дослідження окремих історичних чинників аграрної перебудови зумовлює вихід за хронологічні межі з метою глибшого аналізу передумов комасації та її особливостей. Завдяки діяльності адміністрації волинського воєводи Г. Юзевського аграрні зміни, що найбільше проявилися у 30-х років XX століття, тут набрали регіональної особливості. Визначаючи територіальні межі в яких проводилася комасація, автор врахував і те, що національна політика польської влади на Волині мала специфічні риси.